# Ракина
Ракина — деревня в составе Чердынского городского округа Пермского края России.
Расположена примерно в 28 километрах на северо-запад от окружного центра — города Чердынь, в 2 километрах на юго-восток от села Бондюг.
Климат умеренно-континентальный с продолжительной холодной и снежной зимой и коротким летом. Снежный покров удерживается 170—190 дней. Средняя высота снежного покрова составляет более 70 см, в лесу около 1 метра. В лесу снег сохраняется до конца мая. Продолжительность безморозного периода примерно 110 дней.
До января 2020 года входила в Бондюжское сельское поселение Чердынского района до его упразднения, ныне рядовой населённый пункт Чердынского городского округа.

## Население
| 2010 |
| ---- |
| 9    |

Постоянное население в 2002 году — 19 человек, 100 % русские.